# 1122

## Události
- Wormský konkordát – dohoda mezi církví a státem ve Wormsu v Belgii, uzavřeli ji Jindřich V. a Kalixtus II.

## Narození
- prosinec – Fridrich I. Barbarossa, římský císař († 10. června 1190)

## Úmrtí
- 12./13. červenec – Sibyla Normandská, skotská královna (* 1092)
- 23. srpna – Robert Mnich, francouzský mnich a jeden z kronikářů první křížové výpravy (* kolem 1055)
- 4. prosince – Omar Chajjám, perský básník, matematik, filozof a astronom (* 1048)

## Hlavy států
- České knížectví – Vladislav I.
- Svatá říše římská – Jindřich V.
- Papež – Kalixtus II.
- Anglické království – Jindřich I. Anglický
- Skotské království – Alexandr I. Skotský
- Francouzské království – Ludvík VI. Francouzský
- Bretaňské vévodství – Konan III. Bretaňský
- Kastilské království – Urraca Kastilská
- Polské knížectví – Boleslav III. Křivoústý
- Uherské království – Štěpán II. Uherský
- Byzantská říše – Jan II. Komnenos